# Delphinium geyeri
Delphinium geyeri är en ranunkelväxtart som beskrevs av Edward Lee Greene. Delphinium geyeri ingår i släktet storriddarsporrar, och familjen ranunkelväxter. Inga underarter finns listade i Catalogue of Life.